# Józsi György (labdarúgó, 1949)
Józsi György (Zalaegerszeg, 1949. október 20. –) labdarúgó, középpályás, edző, sportvezető. Fia ifjabb Józsi György szintén labdarúgó.

## Pályafutása
Tizenkétéves korában a Nagykanizsai Olajbányász csapatában kezdte a labdarúgást. 1967-ben a Nagykanizsa MÁV NTE csapatába igazolt. 1970 és 1979 között a Zalaegerszegi TE labdarúgója volt. 1972. szeptember 19-én mutatkozott be az élvonalban a Tatabánya ellen, ahol csapata 1–0-s vereséget szenvedett. Az élvonalban 145 bajnoki mérkőzésen szerepelt és 20 gólt szerzett.
1979-től Zala megyei labdarúgó szakfelügyelő lett. 1980 márciusában a a Zala megyei edzőbizottág tagja lett. 1983 szeptemberétől a ZTE elnökhelyettese lett. 1986 októberében lemondott erről a posztjáról.1987 nyarán a Baki MEDOSZ, majd szeptembertől 1992-ig a Zala Volán edzője lett. 1991. június 15-től a Zalaegerszeg Megyei Jogú Város Polgármesteri Hivatal Sportirodájának vezetője volt. 2009-ben nyugdíjba vonult.